# Salem's Lot (1979)
Salem's Lot (ook bekend als Salem's Lot: The Movie; Salem's Lot: The Miniseries; en Blood Thirst) is een Amerikaanse miniserie voor televisie uit 1979, gebaseerd op de gelijknamige roman van Stephen King.
De film werd geregisseerd door Tobe Hooper en als acteurs werden David Soul en James Mason aangetrokken.

## Verhaal
Een schrijver keert terug naar zijn geboortestad en ontdekt dat de inwoners veranderen in vampieren. Hij denkt dat het Marsten House, een oud huis op de top van een heuvel, er iets mee te maken heeft.

## Rolverdeling
| Acteur              | Personage                                  |
| ------------------- | ------------------------------------------ |
| David Soul          | Ben Mears                                  |
| James Mason         | Richard K. Straker                         |
| Lance Kerwin        | Mark Petrie                                |
| Bonnie Bedelia      | Susan Norton                               |
| Lew Ayres           | Jason Burke                                |
| Julie Cobb          | Bonnie Sawyer                              |
| Elisha Cook Jr.     | Gordon 'Weasel' Phillips (als Elisha Cook) |
| Ed Flanders         | Dr. Bill Norton                            |
| George Dzundza      | Cully Sawyer                               |
| Geoffrey Lewis      | Mike Ryerson                               |
| Barney McFadden     | Ned Tebbets                                |
| Clarissa Kaye-Mason | Majorie Glick (als Clarissa Kaye)          |
| Kenneth McMillan    | Constable Parkins Gillespie                |
| Fred Willard        | Larry Crockett                             |
| Marie Windsor       | Eva Miller                                 |
| Barbara Babcock     | June Petrie                                |
| Brad Savage         | Danny Glick                                |
| Ronnie Scribner     | Ralphie Glick                              |
| Reggie Nalder       | Kurt Barlow (onvermeld)                    |